# Tanja Fajon
Tanja Fajon (Ljubljana, 9 de maig de 1971) és una política eslovena. És eurodiputada des de 2014. És membre dels Socialdemòcrates eslovens, que forma part del Partit dels Socialistes Europeus.
És la cap de la delegació eslovena del grup polític de l'Aliança Progressista de Socialistes i Demòcrates i vicepresidenta dels Socialdemòcrates. És també l'autora de diversos documentals, incloent-hi Rise of the extreme right in Europe, Human tragedies at the doorstep of Europe, and Constitution of European Union.